# Aplidium bermudae
Aplidium bermudae är en sjöpungsart som först beskrevs av Van Name 1902.  Aplidium bermudae ingår i släktet Aplidium och familjen klumpsjöpungar. Inga underarter finns listade i Catalogue of Life.